# Chelsea Flower Show

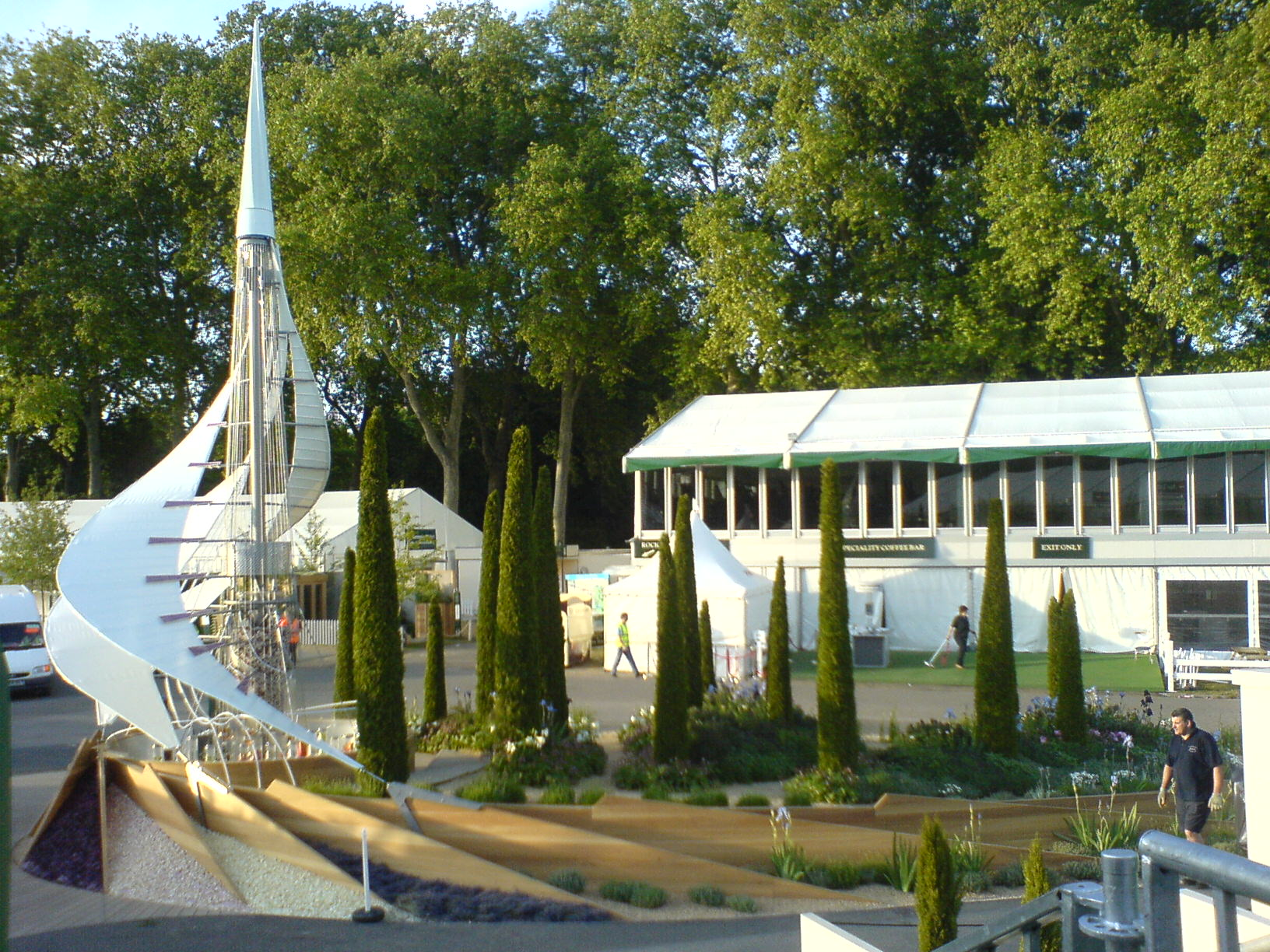
Del av utställningen, 2009.

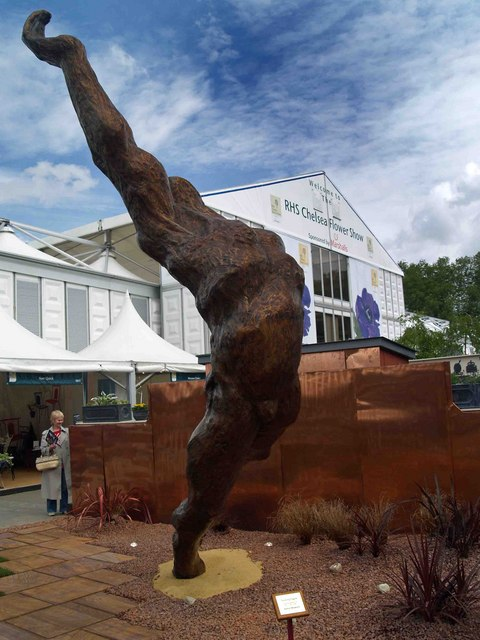
Staty framför stora paviljongen vid utställningen 2009

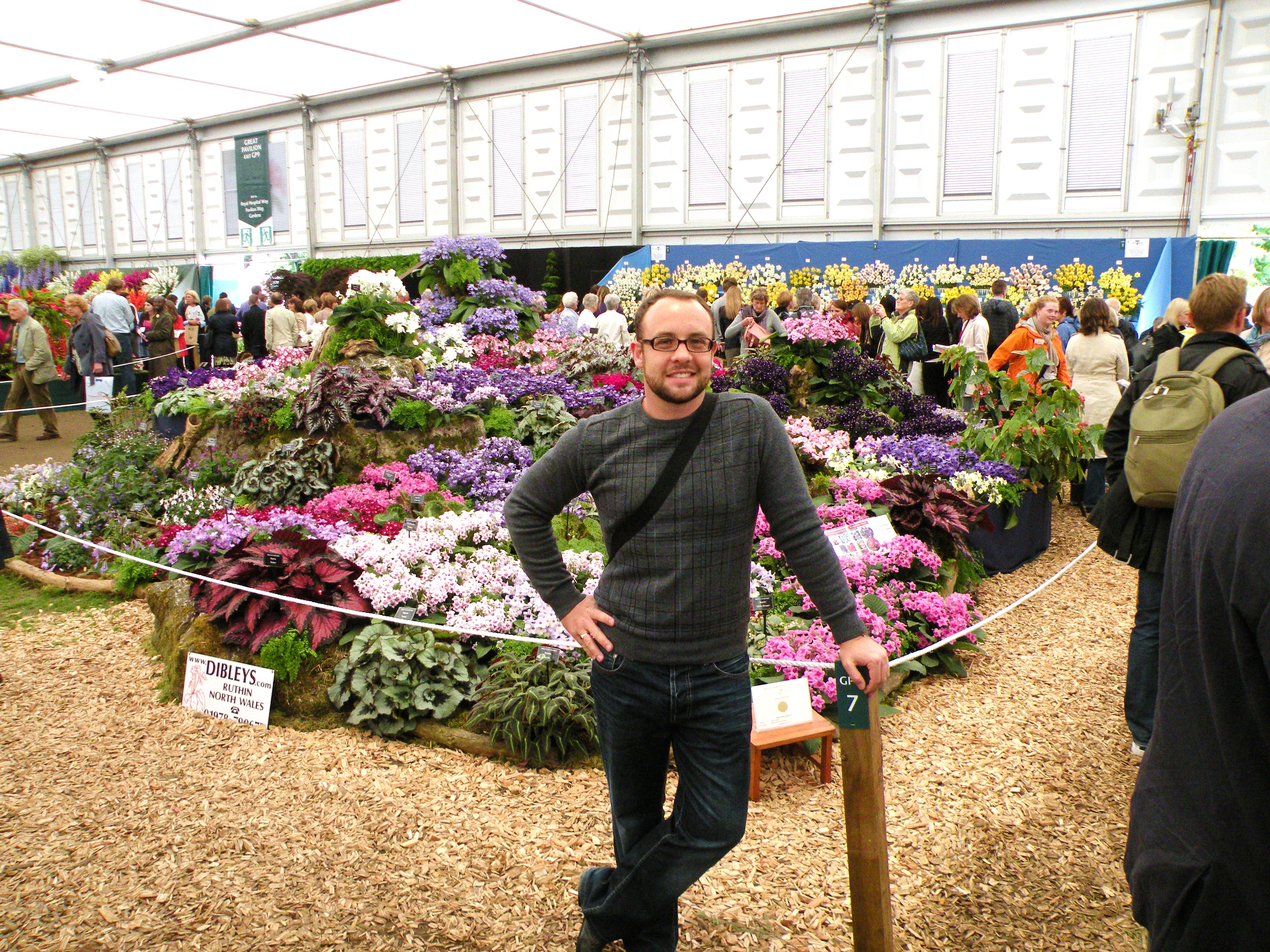
Dibleys guldmedalj för Streptocarpus-utställningen, Chelsea Flower Show, maj 2011

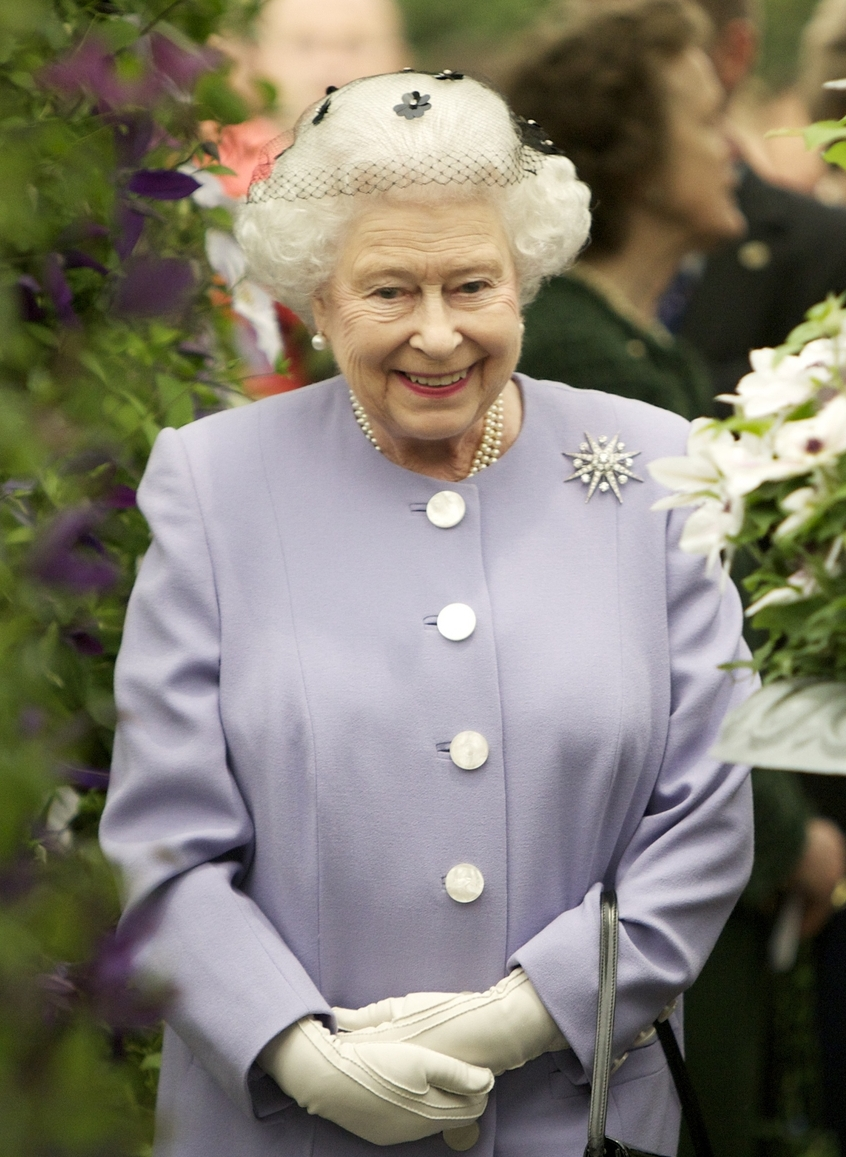
Drottning Elizabeth II på visningen 2012

RHS Chelsea Flower Show, formellt namn the Great Spring Show, är en årligt återkommande trädgårdsutställning i London. Den arrangeras av Royal Horticultural Society på Royal Hospital i stadsdelen Chelsea i maj månad. Utställningen har ordnats sedan 1912 och är en av världens mest kända trädgårdsutställningar. Utställningsytan är 4,5 hektar. Under utställningens fem dagar besöks den av ca 157 000 trädgårdsintresserade från hela världen (biljettantalet är begränsat).

## Royal Hospital, Chelsea – 1905–1947
Royal Horticultural Society fick först kontakt med Chelsea Hospital 1905. Tre år innan dess hade de hyrt mark av Holland House i Kensington för att hålla det som utannonserades som en Coronation Rose Show, men som visade sig vara en mer generell utställning (med inte så många rosor) när den öppnade i juni 1905. Två tvådagars utställningar ägde rum vid Holland House 1903 och 1904, men sedan, till allmän belåtenhet hos utställare och press, hölls en tredagars sommarutställning på mark tillhörig Chelsea Hospital.
Sommarutställningen återvände till Holland House under de följande åren, utom 1911, när varken den eller Chelsea visade sig vara tillgängliga, och utställningen hölls då i Olympias utställningshall. The Royal International Horticultural Exhibition 1912 visade vilken utmärkt plats för en utställning marken vid Chelsea Hospital var. Därför flyttades den stora vårutställningen dit 1913. Den första Chelsea Flower Show öppnade 20 maj.
Från 1913 har Chelsea Flower Show hållits varje år sedan dess under fredstid. Åren 1917 och 1908, som var första världskrigets sista två år, hölls inte blomsterfestivalerna, och de hölls inte heller under andra världskriget.
Chelsea Flower Show har sedan den startade blivit världens största blomsterutställning med mängder av utställare från ett stort antal länder.

### Särskilda händelser vissa år
På 1920-talet var RHS Chelsea Flower Show tillbaka i full skala. De berömda ”Chelsea tea parties” etablerades då och seden med "kungligt besök" återupptogs.
År 1926 hölls utställningen en vecka senare än vanligt på grund av en generalstrejk. Två år senare ställde "Moder natur" till problem för arrangörerna. En kraftig storm drabbade området på natten före utställningens öppningsdag och sedan drabbades området av dels hagelbyar och dels ösregn. Royal Horticultural Societys anställda arbetade febrilt under nattens oväder för att reparera och iordningställa utställningsområdet, som, när det öppnades för allmänheten, inte visade upp några skador från den gångna natten. Man hade antagit utmaningen från det brittiska vädret och rett ut de problem som uppstod.
1937 firade kung George VI och drottning Elizabeth sitt kröningsår och för att betona händelsen ordnades en utomordentlig Empire Exhibition. Den visade upp tallar från Kanada, briljanta gladiolus från Östafrika, liksom ett stort taggigt päron från Palestina.
Under andra världskriget hade marken rekvirerats av försvarsdepartementet för att ha luftvärnskanoner där.
Efter kriget fanns det tvivel om att utställningen skulle kunna återupptas som planerat år 1947. Majoriteten av utställarna ville ha ett uppskov: det var dålig tillgång på växter, det fanns inte tillgång till personal, och bränsle till växthusen kunde man bara få med speciella tillstånd. Ändå ville Lord Aberconway (som då var ordförande för Royal Horticultural Society) och sällskapets styrelse väldigt gärna att utställningen skulle återupptas så snart som möjligt. Det visade sig att det gick att anordna utställningen 1947 och den blev en stor succé.

### Årets blomma
2010 infördes utmärkelsen "Årets blomma". Fram till och med 2016 var detta pristagarna:
- 2010 Tvåfärgad blå kornettblomma Harlequin Blue av Lynne Dibley, Dibbley plantskolor.[5]
- 2011 Anemonen Wild Swan, av Elizabeth MacGregor i Kirkcudbright för Anemone rupicola och andra arter som hon odlat.[6]
- 2012 Gulrosa fingerborgsblomma 'Illumination Pink' av Thompson & Morgan.[7]
- 2013 Mahonia eurybrachteata subsp. ganpinensis "Soft caress".[8]
- 2013 skulle de populäraste trädgårdsväxterna under de senaste hundra åren fastställas. För det ändamålet hade amatörodlare valt ut en växt för varje årtionde inför utställningen[9], så som det beskrivs på utställningens webbsida.[10]
- 2014 Hydrangea macrophylla MISS SAORI ('H20-2')[11]
- 2015 Viburnum plicatum f. tomentosum Kilimanjaro Sunrise (‘Jww5’)[12]
- 2016 Clematis chiisanensis ‘AMBER’ [13]

## Betydelsefulla trädgårdar och utställningar från och med 1997

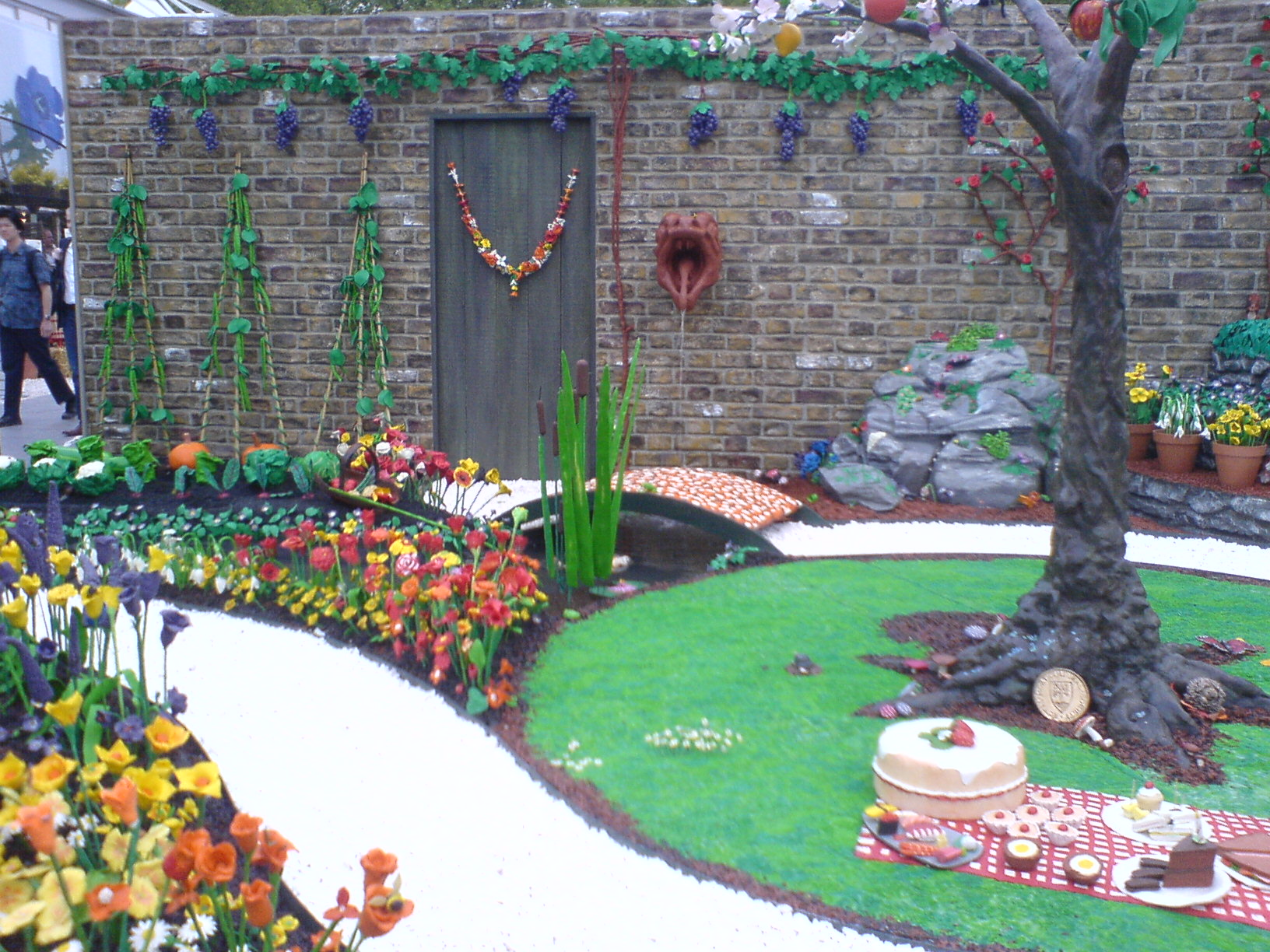
James Mays trädgård av modellera.

- 1997 Christopher Bradley-Holes Latin Garden, den första trädgården på Chelsea det nya sättet med gles plantering.[14]
- 2000 The Garden History Societys Le Nôtre Garden, och Piet Oudolf som vann med trädgården 'Evolution'.[15]
- 2002 Mary Reynolds blev den yngsta trädgårdsdesignern som vann guldmedaljen på Chelsea Flower Show [16]
- 2004 Tourism New Zealand presenterade den första autentiska trädgård som värmts med vatten från varma källor med titeln "Ora Garden of Well-being", som vann en guldmedalj.[17]
- 2009 James Mays Paradise in Plasticine, en trädgård helt i modellera. Detta koncept och skapande dokumenterades för James May's Toy Stories.[18]
- 2010 Kebony Naturally Norway Garden designad av Darren Saines. Det var den första gången Norge var representerat i Chelsea Flower Show med en stor visningsträdgård. Rad efter rad med exotiska orkidéer från Taiwan, presenterad av Taiwan Orchid Growers Association (TOGA). Detta var den första gången som Taiwan hade fått inbjudan till Chelsea Flower Show.[19]
- 2016 En utställning av 300 000 individuellt virkade vallmoblommor som täckte nästan 2 000 kvadratmeter, designad av Phillip Johnson och tillverkade av över 50 000 bidragsgivare.[20]

## Chelsea Flower Show 2020
Med anledning av Coronaviruspandemin 2019–2021 togs beslutet att ställa in utställningen vid Royal Hospital. Istället kommer en virtuell utställning att arrangeras 19-23 maj. Royal Horticultural Society gör det även möjligt att köpa blommor och andra växter som odlats för utställningen, direkt från odlarna.